# Chiniot
Chiniot (en ourdou : چنیوٹ) est une ville pakistanaise, et capitale du district de Chiniot, dans la province du Pendjab. Elle est située à moins de 40 kilomètres de Faisalabad.
La population s'élevait à 172 522 habitants en 1998. Le recensement de 2017 indique une population de 278 747, soit une croissance annuelle moyenne de 2,6 % depuis 1998, un peu supérieure à la moyenne nationale de 2,4 %. En 2023, la population de la ville monte à 318 165 habitants.
La ville est essentiellement pendjabie, puisque près de 89 % des habitants en parlent la langue, tandis qu'environ 9 % des habitants ont l'ourdou pour langue maternelle.
Quasi-exclusivement musulmane (99,7 %), la ville compte une toute petite minorité chrétienne, de moins de 800 fidèles.
Le taux d'alphabétisation de la ville s'élève à 67 % en 2023 (contre une moyenne nationale de 61 %), dont 71 % pour les hommes et 63 % pour les femmes.
|            | 1972 (rec.) | 1981 (rec.) | 1998 (rec.) | 2017 (rec.) | 2023 (rec.) |
| ---------- | ----------- | ----------- | ----------- | ----------- | ----------- |
| Population | 70 108      | 105 559     | 172 522     | 278 747     | 318 165     |

La ville faisait partie du district de Jhang jusqu'en 2009.